# Caliphaea angka
Caliphaea angka là loài chuồn chuồn trong họ Calopterygidae. Loài này được Hämäläinen mô tả khoa học đầu tiên năm 2003.